# Appendicula rupicola
Appendicula rupicola är en orkidéart som först beskrevs av Henry Nicholas Ridley, och fick sitt nu gällande namn av Robert Allen Rolfe. Appendicula rupicola ingår i släktet Appendicula och familjen orkidéer. Inga underarter finns listade i Catalogue of Life.